# Santa Chiara a Vigna Clara

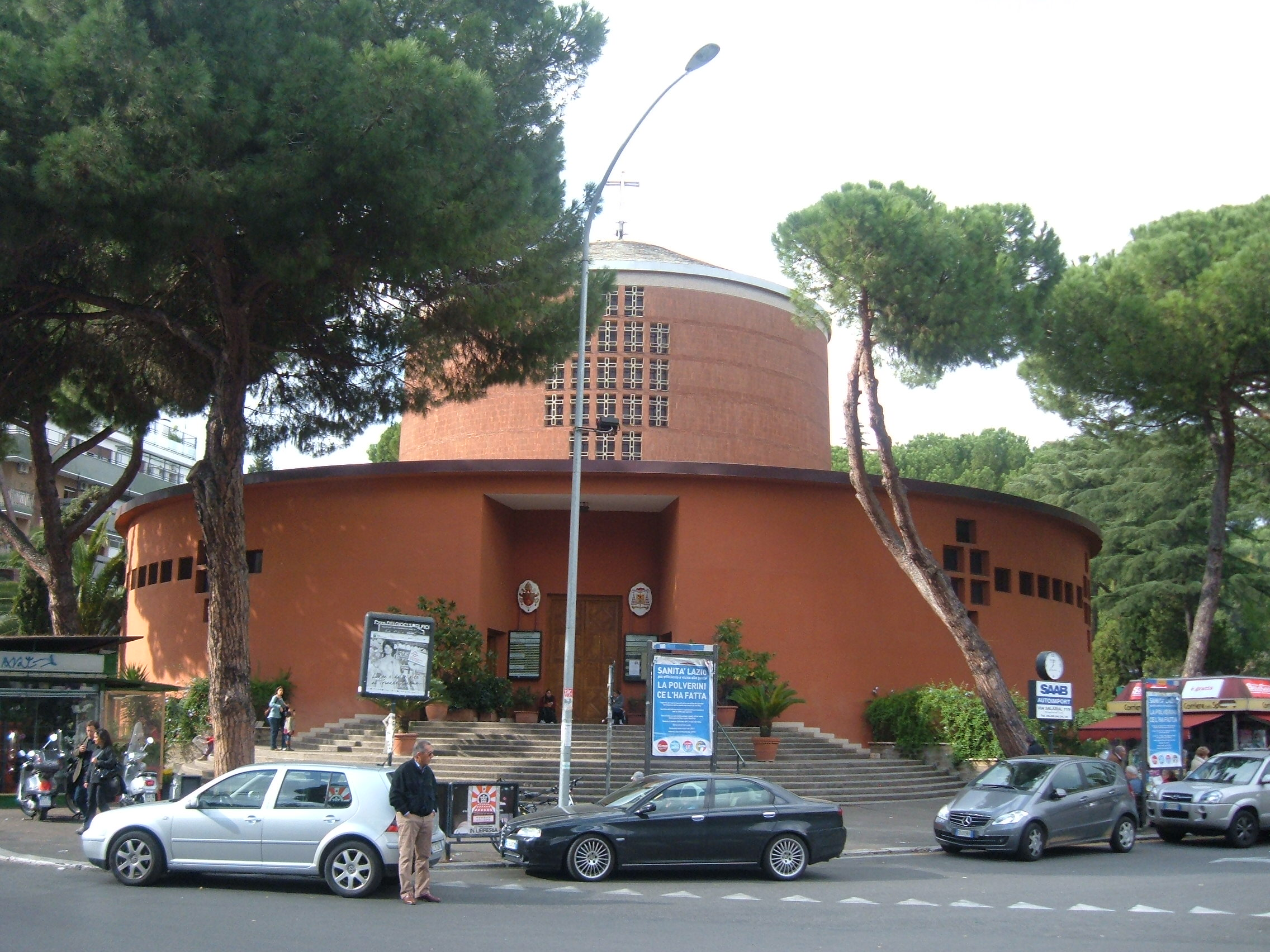
Vista da igreja.

Santa Chiara a Vigna Clara é uma igreja titular localizada na Via Riccardo Zandonai, 4, de frente para a Piazza dei Giuochi Delfici, no quartiere Della Vittoria de Roma. É dedicada a Santa Clara. O cardeal-presbítero protetor do título cardinalício de Santa Clara em Vigna Clara é Vinko Puljić, arcebispo de Sarajevo, capital da Bósnia e Herzegovina.

## História
Esta igreja foi construída no final da década de 1950 com base num projeto do arquiteto Alberto Ressa e foi inaugurada no Natal de 1962. Ela é sede de uma paróquia homônima, instituída em 11 de julho de 1959 através do decreto Paterna sollicitudine do cardeal-vigário Clemente Vicara. A partir de 1969, o papa Paulo VI a elevou a sede do título cardinalício de Santa Clara em Vigna Clara.

## Descrição
O edifício tem uma planta circular que lembra a estrutura da antiga igreja de Santo Stefano Rotondo e foi construída inteiramente em concreto armado. No interior, notáveis são os afrescos das três absides, obras de Mariano Villalta: "Natividade", Última Ceia" e "Anunciação".